# Vis (1956)
Vis byla velitelská loď jugoslávského námořnictva, která byla využívána jako jachta prezidenta Socialistické federativní republiky Jugoslávie Josipa Broza Tita. Na lodi hostil návštěvy včetně členů britské královské rodiny. Plavidlo zůstalo ve službě do 90. let 20. století. Roku 2016 bylo potopeno jako turistická atrakce pro potápěče. Kromě jachty Vis Tito využíval i větší jachtu Galeb a menší jachtu Jadranka.

## Stavba
Plavidlo postavila loděnice Uljanik v Pule. Na vodu bylo spuštěno roku 1956.

## Konstrukce
Plavidlo bylo vyzbrojeno čtyřmi protiletadlovými 20mm kanóny M-75, dvěma protiletadlovými 20mm kanóny M-71 a protiletadlovými raketovými komplety 9K32M Strela 2M. Pohonný systém tvořily dva diesely o výkonu 1434 kW. Cestovní rychlost dosahovala 12,3 uzlu a nejvyšší rychlost 16,6 uzlu.

## Služba
Po Titově smrti Vis zůstal součástí námořnictva. Roku 2002 plavidlo koupil podnikatel Arsen Brajković s cílem jej přestavět na luxusní jachtu. Plán se neuskutečnil pro nedostatek financí a jachta zůstala zakotvena v Pule. Roku 2009 proto Brajković poprvé přišel v plánem na její záměrné potopení. Roku 2015 bylo rozhodnuto Vis potopit, aby vytvořilo zajímavou snadno dostupnou potápěčskou lokalitu v příznivé hloubce a tím podpořilo turismus. Od prosince 2015 byl upravován interiér plavidla, aby byl pro potápěče dobře přístupný. V květnu 2016 bylo plavidlo odtaženo do přírodní rezervace Kamenjak na jižním cípu Istrie. Dne 22. května 2016 bylo 250 metrů od zátoky Polje (jižně od obce Premantura) potopeno pomocí výbušnin. Vis je prvním plavidlem takto záměrně potopeným v Chorvatsku.